# Osaka-Zwischenfall

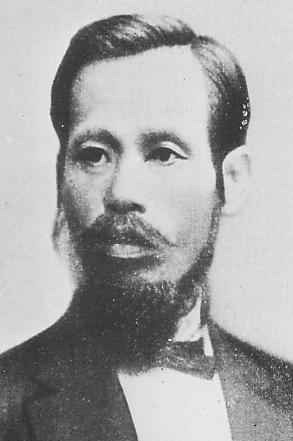
Ōi Kentarō

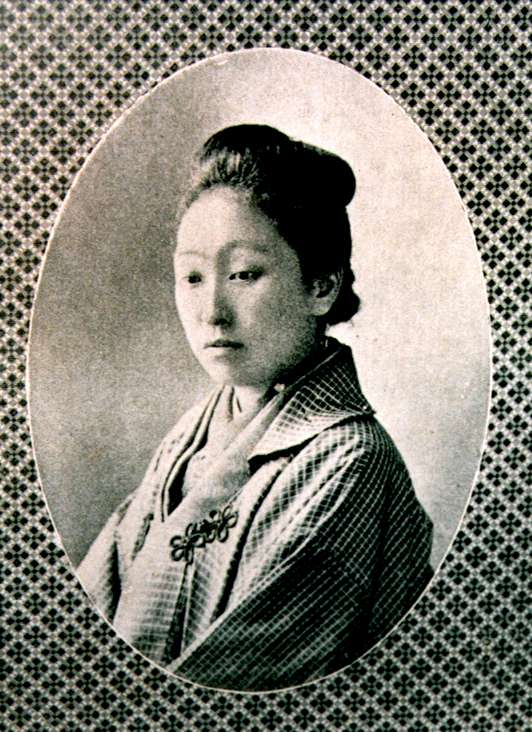
Fukuda Hideko

Der Osaka-Zwischenfall (japanisch 大阪 事件, Ōsaka jiken) betrifft die Festnahme und Verurteilung einer Reihe von japanischen Politikern, die 1885 eine militärische Expedition nach Korea planten.

## Übersicht
Der Osaka-Zwischenfall geschah im Gefolge des Gapsin-Putsches im Dezember 1884 in Korea, als japanische Aktivisten und Mitglieder einer koreanischen Reformpartei versucht hatten, die koreanische Regierung zu stürzen. Mit chinesischer Hilfe wurde der Aufstand schnell niedergeschlagen, Kim Ok-gyun (1851–1894) und andere Rebellen konnte jedoch von ihren japanischen Unterstützern in Sicherheit gebracht werden. Die offizielle japanische Politik reagierte vorsichtig, um einen Konflikt mit China zu vermeiden.
Die japanischen Reform-Befürworter waren enttäuscht von der Haltung der eigenen Regierung und dem nun nicht beendete Despotismus in Korea. Sie hatten in der Unterstützung des Putsches eine Möglichkeit gesehen, dort demokratische Reformen durchzudrücken, um auch im eigenen Lande Fortschritte in der Demokratisierung voranzutreiben. Ōi Kentarō, ein Führer der Liberalen Partei, versuchte zusammen mit Kobayashi Kusuo (小林樟雄; 1856–1920), Isoyama Seibee (磯山清兵衛; 1852–1891) und anderen Aktivisten, in den Präfekturen Kanagawa, Tochigi, Toyma und Nagano Kräfte und Bewaffnung zu sammeln, in Korea einzumarschieren und Kim und seine Mitstreiter zur Macht zu bringen. Die Japaner hofften, auf diesem Wege doch noch ihre Ziele zu erreichen.
Wegen Schwierigkeiten, die benötigten Geldmittel zusammenzubringen und durch den Rückzug Isoyamas verzögerten sich jedoch die Vorbereitungen bis in den November. Die Polizei kam inzwischen hinter die Vorbereitungen und nahm etwa 130 Verdächtige in Osaka und Nagasaki fest. Davon wurde 31 verurteilt, darunter Ōi und die Kämpferin für Frauenrechte, Fukuda Hideko.
1982 erschien in Japan ein Werk, das sich mit dem Zwischenfall beschäftigt: „Ōsaka jiken no kenkyū“ (大阪事件の研究), herausgegeben von einer Historikergruppe.